# 1790年代
1790年代（せんななひゃくきゅうじゅうねんだい）は、西暦（グレゴリオ暦）1790年から1799年までの10年間を指す十年紀。

## できごと

### 1790年
- イマヌエル・カント『判断力批判』第1版出版。

### 1791年
- 6月20日 - ルイ16世一家が国外逃亡を図るヴァレンヌ事件が勃発。
- 長さの単位メートルが規定される。

### 1792年
- 3月 - スウェーデン王グスタフ3世暗殺（仮面舞踏会）。
- 9月21日 - フランスにて第一共和政が樹立。
- ロシア使節のラクスマンが日本を訪れる。

### 1793年
- 6月2日 - フランス、ジャコバン派が、国民公会からジロンド派を追放し、ロベスピエールが権力を掌握。
- プロイセン、ロシアによる第二次ポーランド分割。

### 1794年
- プロイセン一般ラント法(de:Allgemeines Landrecht für die Preußischen Staaten, ALR)。
- フィヒテ、『全知識学の基礎』出版。

### 1795年
- 10月24日 - 列強による第三次ポーランド分割によりポーランド・リトアニア共和国消滅。
- ガウス 最小二乗法発見。
- 清の乾隆帝、嘉慶帝に譲位。

### 1796年
- 3月2日 - ナポレオン・ボナパルト、イタリア遠征の司令官に任命される。
- 5月10日 - フランス政府転覆を計画したフランソワ・ノエル・バブーフらが逮捕される（バブーフの陰謀）。
- 5月14日 - エドワード・ジェンナー、初めて牛痘の接種を試みる。
- ガウスによる、平方剰余の相互法則の最初の証明。

### 1797年
- 3月4日 - ジョン・アダムズ、アメリカ合衆国第2代大統領に就任。
- 6月29日 - イタリアにチザルピーナ共和国が建国される。
- 世界最古の遊技折り紙の本、『秘傳千羽鶴折形』出版。
- フランス外相タレーラン、アメリカ代表に対して賄賂を要求（XYZ事件）。

### 1798年
- ラシュタット会議（-1799年）。
- 8月1日 - ナポレオン、ナイルの海戦にてホレーショ・ネルソン率いるイギリス海軍に大敗。
- 12月24日 - 第二次対仏大同盟が結成。

### 1799年
- 7月15日 - エジプトにてロゼッタ・ストーンが発見される。
- 11月9日 - ナポレオン、ブリュメールのクーデタにてフランス政権を掌握。